# Smartmatic
Smartmatic é una empresa multinacional especializada no desenho e implementação de soluções tecnológicas. Esta companhia está org organizada em três áreas de negócios: soluções eleitorais (voto eletrônico, planejamento e implementação de projetos eleitorais), gestão de identidade (registro civil, censo electoral, projetos de registro e autenticação biométrica de pessoas) e soluções para cidades inteligentes (smart cities) em sistemas inteligentes de transporte público e plataformas de segurança cidadã. É conhecida por fazer eleições com urnas eletrônicas e por sua possível relação com o regime chavista de Venezuela.

## História
Em 1997, três engenheiros de origem venezuelana - Antonio Mugica, Alfredo José Anzola e Roger Piñate - iniciaram uma colaboração tecnológica enquanto trabalhavam para a Panagroup Corp. em Caracas, Venezuela. Depois dos incidentes ocorridos na Flórida, durante a Eleição presidencial nos Estados Unidos em 2000, o grupo se dedicou a desenvolver um software de administrar funções eleitorais. A empresa foi fundada oficialmente em 11 de abril de 2000 em Delaware, Estados Unidos, por Alfredo José Anzola. A Smartmatic estabeleceu sua sede na Flórida. Em 15 de julho de 2000, a Microsoft reconheceu a empresa pela inovação tecnológica, recebendo uma distinção reservada para a área latino-americana. O prêmio seria entregue por Jim Allchin junto com Bill Gates e Steve Ballmer. Com esse reconhecimento, a Smartmatic se tornaria um importante parceiro da Microsoft.
Em 2003, a empresa finalizou o sistema de software inicial. Em 2004, o Conselho Nacional Eleitoral da Venezuela aprovou como ganhador (em licitação disputada com outras empresas, tais como a Indra) o Consórcio SBC, (composto pela empresa Bizta Software, Smartmatic y CANTV) para a automatização das Eleições regionais da Venezuela de 2004. O contrato incluiu uma proposta de 128 milhões de dólares. A Smartmatic providenciou e operou as urnas eletrônicas; a Bizta organizou o envio manual de votos para os centros de software em áreas sem cobertura, a CANTV providenciou o apoio e a assistência logística. Desde então, sua solução eleitoral foi usada em 14 processos electoraies na Venezuela, em 15 anos de serviço. Entre 2005 e 2007, a Smartmatic realizou eleições nos Estados Unidos através daquela que foi sua subsidiária, a Sequoia Voting Systems. A empresa também realiza processos electorais em Curaçau desde 2007 e nas Filipinas desde 2008 (na Região Autônoma de Mindanau), bem como as Eleições presidenciais das Filipinas de 2010.
Adicionalmente, a Smartmatic ajudou a realizar eleições vinculantes na Argentina, Equador, Bélgica, Bulgária, Estônia, Itália , Reino Unido. y Estados Unidos
 e a União Europeia.

## Controvérsias
A Smartmatic esteve envolvida em controvérsias em distintos eventos eletorais.

### Venezuela (2004)
Logo após as polarizadas eleições do Referendo revogatório da Venezuela de 2004, em que seria decidido se Hugo Chávez sairia da presidência, surgiram críticas à Smartmatic. As críticas incluíam a estrutura acionária da empresa, e a Smartmatic alegou ser uma empresa de capital provado sem ações de funcionários públicos venezuelanos, nem atores políticos de nenhuma outra nação. Ela foi, também, acusada de fraude das eleições de 2004. Os relatórios dos observadores internacionais, incluindo o ex-presidente dos EUA Jimmy Carter e o seu Centro Carter rechaçaram essa hipótese e negaram a fraude,, afirmando que o processo se realizou de maneira livre e justa. Avaliações estatísticas de 2006 y 2011 diferem e algumas pessoas questionaram o apoio do Centro Carter ao processo eleitoral no referendo; o Centro Carter investigou as acusações e publicou um artigo e uma análise estatística reafirmando suas conclusões originais.

### Venezuela (2017)
Durante uma conferência de imprensa levada a cabo em Londres, Antonio Mugica, diretor da Smartmatic, provedoras das urnas eletrônicas da Venezuela, assinalou que as cifras anunciadas pelo Comitê Nacional de Eleição foram manipuladas, e que no processo eleitoral ocorrido em 30 de julho teriam participado menos votantes do que afirmavam as cifras oficiais. Destacou que a diferença seria de pelo menos um milhão de votos.
Marco Ruiz, secretário geral do Sindicato Nacional de Trabalhadores da Imprensa, indicou que 20 gerentes da empresa Smartmatic saíram do país por segurança no dia 2 de agosto. A saída dos gerentes ocorreu antes de a empresa denunciar a manipulação dos dados nos comícios de 30 de julho. Segundo as palavras de Antonio Mugica, "pensamos que as autoridades não iam gostar do que tínhamos para dizer".

### El Salvador (março 2018)
Em 2018, a empresa teve que retificar os resultados preliminares expostos em El Salvador. Francisco Campos, representante regional da empresa, assegurou que a contagem de votos errada acontecera por uma falha em um script, resolvida em duas horas. Alegou-se que a falha foi humana (de quem havia escrito o script) e colocava em primeiro quem obtivera a menor quantidade de votos.